# Hebron (Wisconsin)
Hebron is een plaats (census-designated place) in de Amerikaanse staat Wisconsin, en valt bestuurlijk gezien onder Jefferson County.

## Demografie
Bij de volkstelling in 2000 werd het aantal inwoners vastgesteld op 243.

## Geografie
Volgens het United States Census Bureau beslaat de plaats een oppervlakte van 6,5 km², waarvan 6,4 km² land en 0,1 km² water.

## Plaatsen in de nabije omgeving
De onderstaande figuur toont nabijgelegen plaatsen in een straal van 16 km rond Hebron.